# Máscara de Tharsis
La máscara de Tharsis, a veces también como el rostro de Argantonio, es un altorrelieve de la Edad del Bronce final de un rostro realizado en piedra arenisca perteneciente a la cultura tartésica.

## Descripción
Se trata de un rostro de un hombre esculpido en altorrelieve en piedra arenisca de 15×8 cm y un peso de 672 gr.
El rostro lleva una gran barba con bigote y abundante cabello en la frente recogido por una diadema. De grandes ojos asimétricos, nariz fina y boca cerrada estrecha. Representa a un personaje anciano y majestuoso, sereno y cargado de solemnidad. En la actualidad la escultura está muy dañada, por lo que ha desaparecido parte de la nariz y el ojo derecho.
La parte trasera está sin labrar en un plano curvado hacia el centro y el interior. En la inferior se encuentra una fractura que indica la probable existencia de una peana, lo que le daría más altura al conjunto.

## Interpretación
Parece ser una obra propiamente tartésica, realizada con piedra arenisca local, con influencia griega, púnica y oriental, sobre todo en su gesto hierático.
El historiador Juan de Mata Carriazo interpretó el rostro como un retrato de un rey o un sacerdote, basándose en la expresión, especulando con que fuera el mismo Argantonio, rey mítico de Tarteso, lo que ha dado una trascendencia especial a la pieza.

## Historia
A finales de la década de 1950 se decidió reabrir minas y retrabajar ganga que habían dejado operaciones anteriores en la provincia de Huelva. La cuenca minera de Tharsis había sido explotada desde la Edad del Cobre por la cultura tartesia, por lo que hay varios yacimientos arqueológicos en la zona.
En 1961 la Tharsis Sulphur and Copper Company Limited llamó al profesor Carriazo, ya que habían hallado una escultura en una de las venas abiertas recientemente. Se trataba de la máscara de Tharsis, a la que el mismo Carriazo dio nombre.